# ピーター・ヴァン・ガーム
ピーター・ヴァン・ガーム（Peter von Gomm、生年不詳）は、日本で活動するアメリカ合衆国出身のナレーター、声優、俳優である。

## 略歴・人物
生年不詳、8月23日生まれ。アメリカ合衆国オレゴン州ポートランド出身。1989年、同地に所在するバスィスト大学（Bassist College, Portland, Oregon。のちのArt Institute of Portland）を卒業。来日前はワシントンD.C.にあるスミソニアン協会で展示デザイナーとして勤務するかたわら、視覚障碍者向けのオーディオブックのナレーターなどを行っていた。2000年ごろに来日する。主にアメリカ英語を使用したナレーションを行う。
趣味はバイクツーリング、旅行、スノーボード、ウェイトトレーニング、ガーデニング、ギター。所有するカスタムバイク「Triumph Bonneville "Sexy AF"」がweb記事で紹介された。
息子がいる。

## 出演
- NHKラジオ講座「基礎英語2」 - スキットのナレーション（レギュラー出演）[1]、出演[7][8]。
- NHKラジオ講座「実践ビジネス英語」「ラジオ英会話」 - スキットのナレーション担当（レギュラー出演）[1][7]。
- NHK教育番組「リトル・チャロ2」 - 様々なキャラクターを担当[1][7]。
- NHKワールド「Journeys in Japan」「Amazing Arts of Japan」 - レポーターおよびナレーション担当[2][7]。
- テレビ朝日系列「仮面ライダーゴースト」 - メガウルオウダーの音声を担当[9]。
- DVD「毎日使える!しつけ英語 【Motivation/やる気を起こす英語】」 - 出演[10]。
- 特撮Webドラマシリーズ「ウルトラギャラクシーファイト 大いなる陰謀」 - ウルトラマンコスモス、ウルトラマンゼットの英語音声を担当[11]。
- Nintendo Switchソフト「ARMS」 - SPRING MANの音声担当[12]。

ほか